# Hôtel de ville de Tallinn

L'Hôtel de ville de Tallinn (estonien : Tallinna raekoda) est un édifice médiéval du XVe siècle d'architecture gothique tardive, situé sur la place de l'hôtel de ville de Tallinn en Estonie.

## Historique
Parmi les édifices publics de Tallinn datant du Moyen Âge, c’est l'hôtel de ville qui présente le plus d'intérêt. C’est le seul hôtel de ville de style gothique tardif des pays baltes qui a été préservé et son architecture est le reflet des meilleurs traditions du gothique tardif de Tallinn.

### La construction
Il est mentionné pour la première fois dans les chroniques en 1322, mais c’était à l’époque une tout autre construction. Le bâtiment actuel a été construit dans les années 1402-1404 sur la base de certains murs de l’ancien édifice.
Cet édifice, qui pendant près de six cents ans (jusqu'en 1968) était le siège des pouvoirs municipaux, sert aujourd’hui aux réceptions solennelles du Comité exécutif de Tallinn. Le beffroi est orné d’une girouette représentant un guerrier avec un drapeau. L'original daté de 1530 se trouve dans les sous-sols du bâtiment. Les habitants l'ont surnommé le « vieux Thomas. »  Une légende veut que le vieux Thomas ait été un brave mercenaire estonien de souche. Cette girouette est devenue symbole de Tallinn.

### Les bombardements de Tallinn en mars 1944
Tallinn a subi plusieurs raids aériens mais en 1944, 8 000 bâtiments soit un tiers de la capitale et environ 50 % de ses habitations dont détruits par les bombardements des 9 et 10 mars 1944.
Une maison médiévale de poids public est détruite avec d'autres bâtiments voisins quand une bombe frappe la place de l'hôtel de ville.
Le raid aérien commence le 3 mars vers 19 h 15 et la première vague dure jusqu'à 21 h 25. 
Le 4 mars à 1 heure une seconde vague de bombardiers et largue des bombes jusqu'à 3 heures du matin.
Environ 280 bombardiers de l'armée rouge participent aux raids.
Une très grande quantité de bombes  incendiaires et au phosphore est lâchée sur la ville.
La flèche de l'hôtel de ville de Tallinn prend feu lors du premier raid aérien.

## Description

### La façade
La façade de ce bâtiment à haut toit en bâtière comporte une arcade et sur le pignon oriental s’élève une fine tour octogonale surmontée d’une flèche Renaissance tardive. Le matériau utilisé pour la construction, le calcaire de la région, ainsi que le parapet crénelé, purement décoratif, confèrent à l’édifice l’aspect d’une forteresse.  Sur le pignon ouest, une girouette à trois boules tenue par un lion en pierre assis sur une pierre de la crête, un motif aussi très tallinnois, Les gargouilles ont des têtes de dragons multicolores et des couronnes dorées. Sur le mur occidental des arcades on trouve un bas-relief représentant la Justice. Blason du conseiller municipal Johann Müller qui avait fait construire la flèche ainsi que le texte suivant : « La justice demeure et ne se laisse pas écraser-toutes les méchantes intentions doivent reculer devant elle. »

### L'intérieur
L’intérieur de l’Hôtel de ville, dépouillé de tout ornement superflu, donne une impression d’austérité. La plus grande partie du premier  étage est occupée par la salle des Magistrats qui servait également de salle de justice. Devant cette salle se trouve un grand hall auquel les historiens d’art ont donné le nom de salle des Bourgeois. Cette salle était réservée aux bals, aux réceptions, aux réunions et aux représentations de comédiens ambulants. La sobriété des lignes architecturales de la salle de Magistrats est quelque peu atténuée grâce à une frise sculptée dans le bois en style baroque qui représente des scènes de chasse. Elle est exécutée par les sculpteurs Elert Thiele et Jocechim Armbrust en XVIIe siècle.  On y trouve aussi huit tableaux sur les sujets bibliques datant du XVIIe siècle : Le jugement de Salomon, La reine de Saba devant Salomon, Le Christ et la femme adultère, Christ devant Pilate, Le Christ avec  le dernier de tribut[pas clair], Hérodiade avec la tête de Jean-Baptiste, Suzanne devant le juges et Samson et Dalila.

### La salle des magistrats
Les bancs sculptés de la salle des magistrats sont de véritables chefs-d’œuvre surtout celui du XIVe siècle (orné de sculptures en dentelle). Les montants de ce banc représentent Samson avec un lion et une scène de la légende celtique de Tristan et Iseut. Ces sculptures sont les plus anciens modèles de la sculpture profane en Estonie. Le dossier est décoré de feuillage et de médaillons (XVe). Un autre banc de cette salle date du XVe siècle. À ses montants latéraux on peut voir les reliefs représentant Samson et Dalila ; David et Goliath. Sous la figure de David symbolise le pouvoir et la force.[pas clair] Plus tard on a ajouté sur les montants les deux sculptures La tête de Jean-Baptiste et aussi La Véronique. Les roses  sur le dossier sont le symbole de silence.[réf. nécessaire]  Ça veut dire qu’il fallait garder le secret de ce qu’on a parlé dans cette salle. Quatre tapisseries du XVIe siècle exécutées spécialement dans une manufacture d’Enghien (Comté de Hainaut) ornaient autrefois les deux salles de magistrats.  
Maintenant on les conserve au musée de la ville de Tallinn. Une tapisserie représente des scènes de la vie de Salomon et les trois autres sont les tapisseries à verdures. Les caves et le rez-de-chaussée de l’Hôtel de Ville servaient de dépôt du vin et aussi de dépôt des provisions. Au fil des siècles, l’Hôtel de ville a accueilli maintes missions et délégations, organisé maints spectacles, etc. Aujourd'hui, l’Hôtel de ville est l’un des symboles de Tallinn, aussi la salle de concert et un musée.

## Galerie

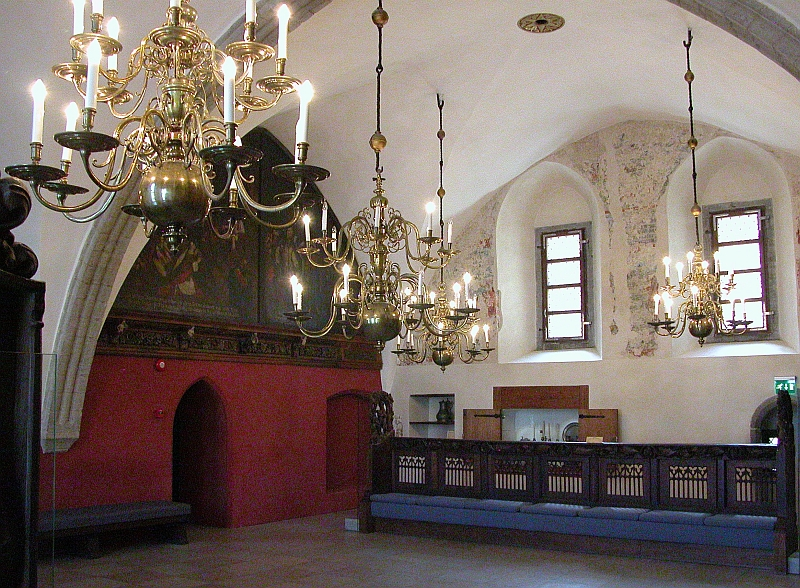
Salle de la mairie.
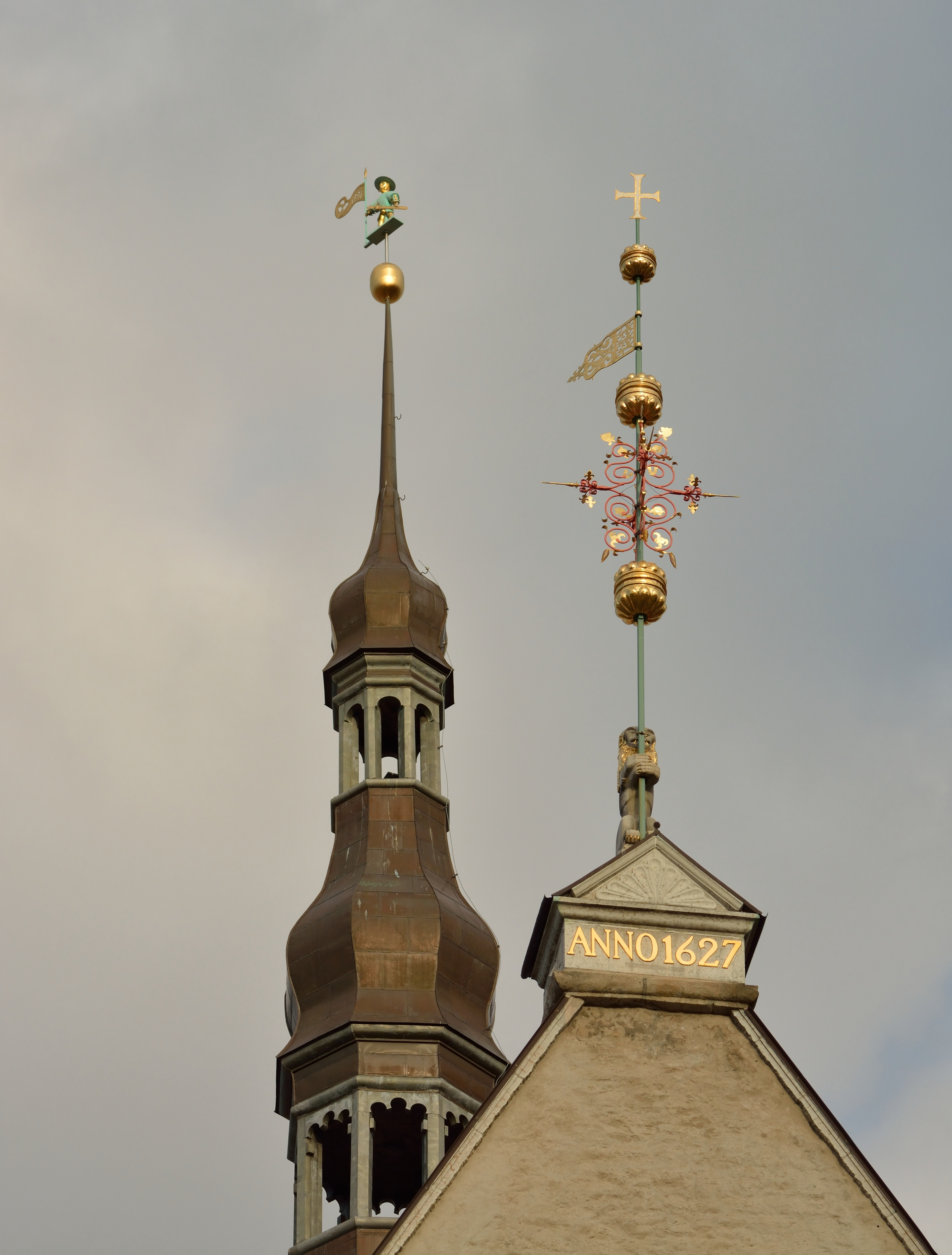
Girouette.
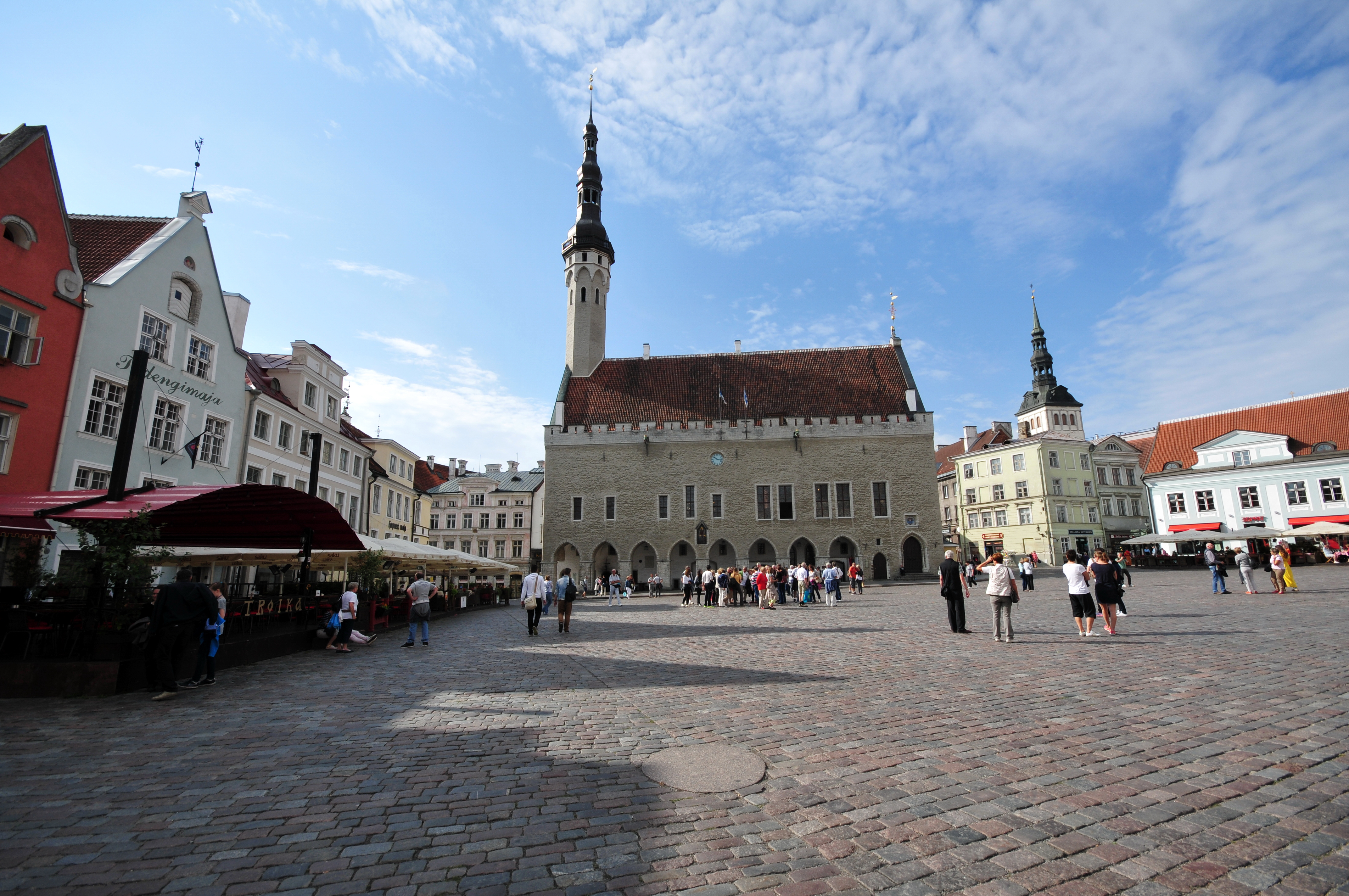
L'hôtel de ville.
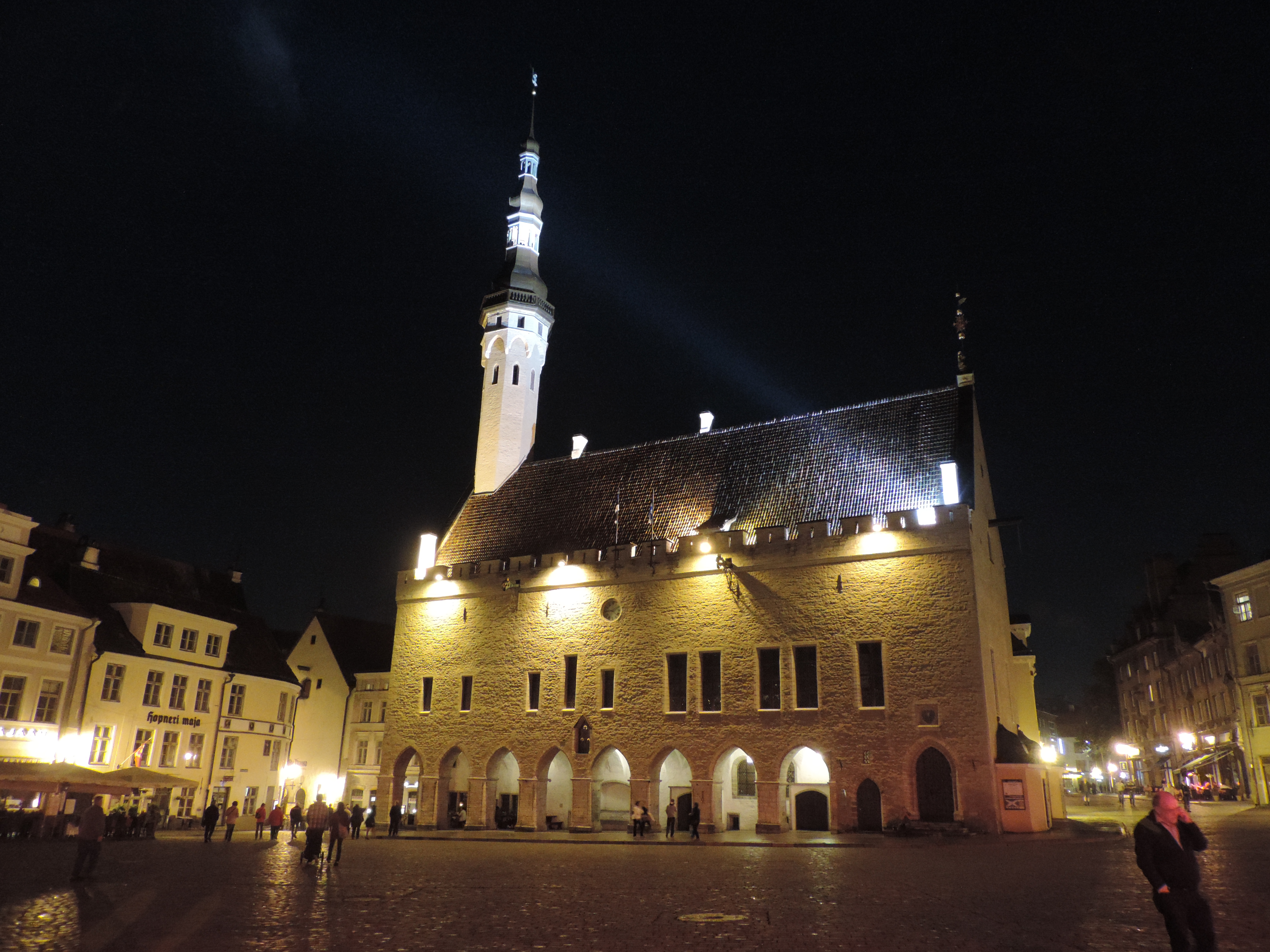
L'hôtel de ville.
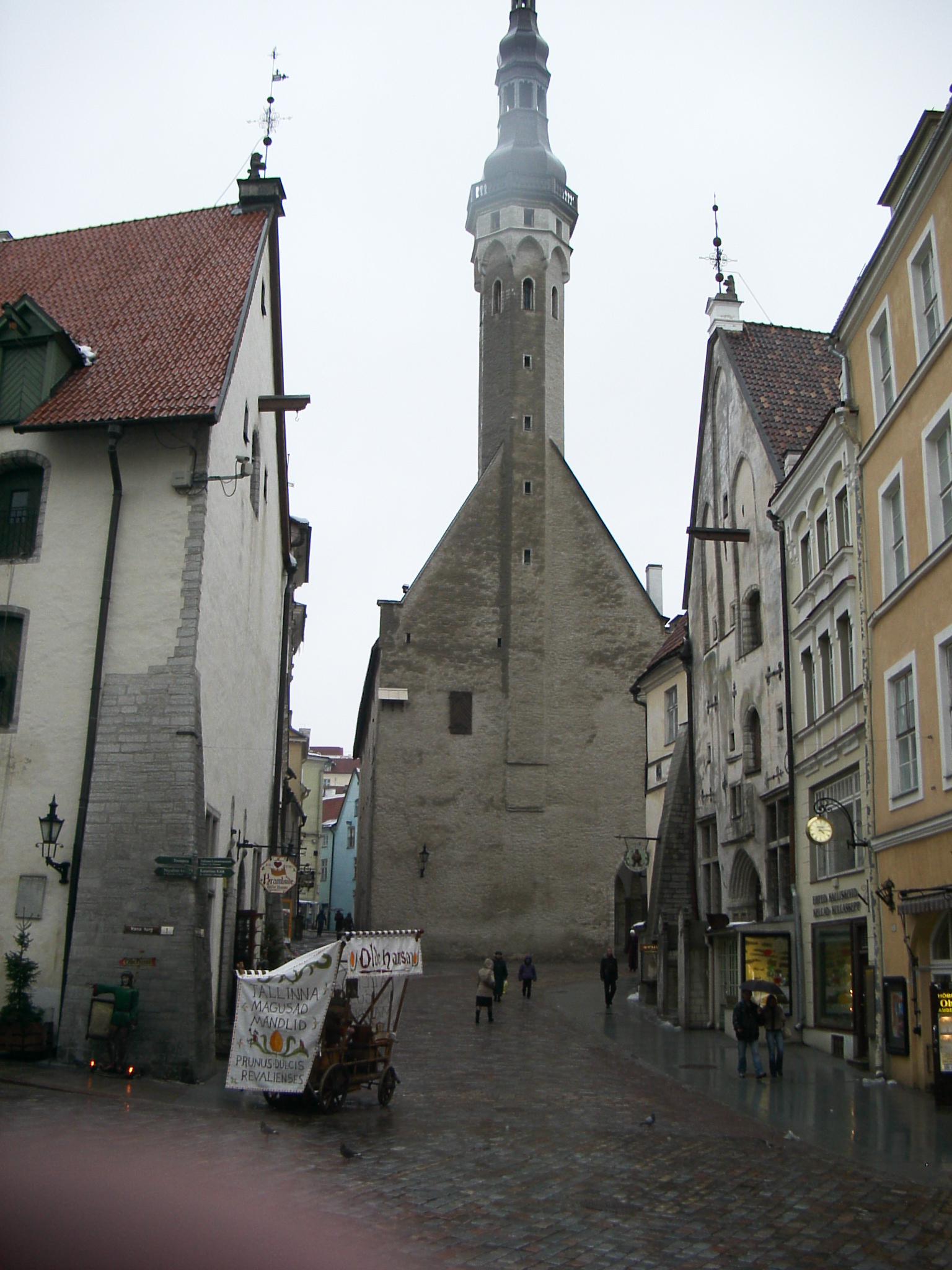
L'hôtel de ville.
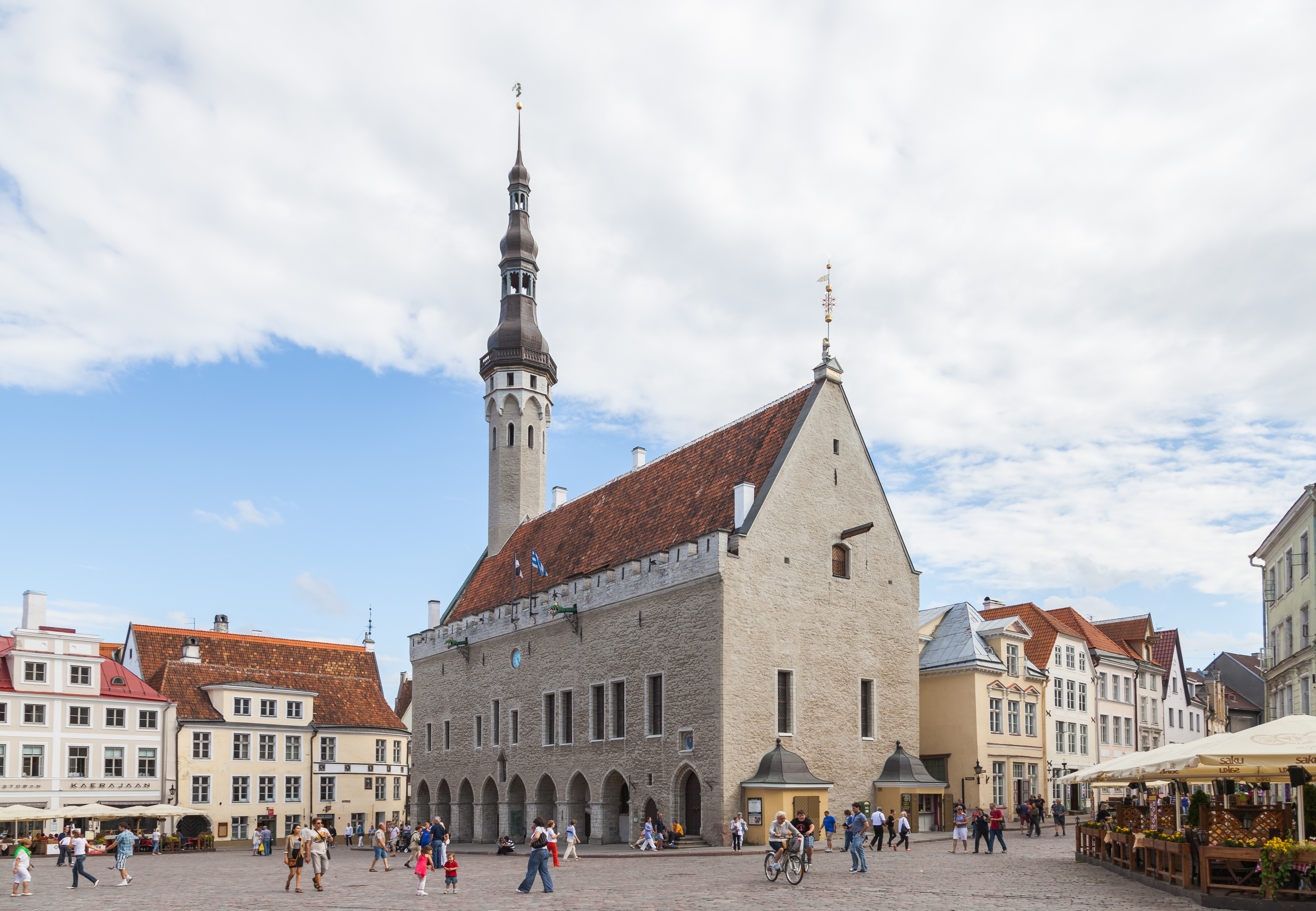
L'hôtel de ville.
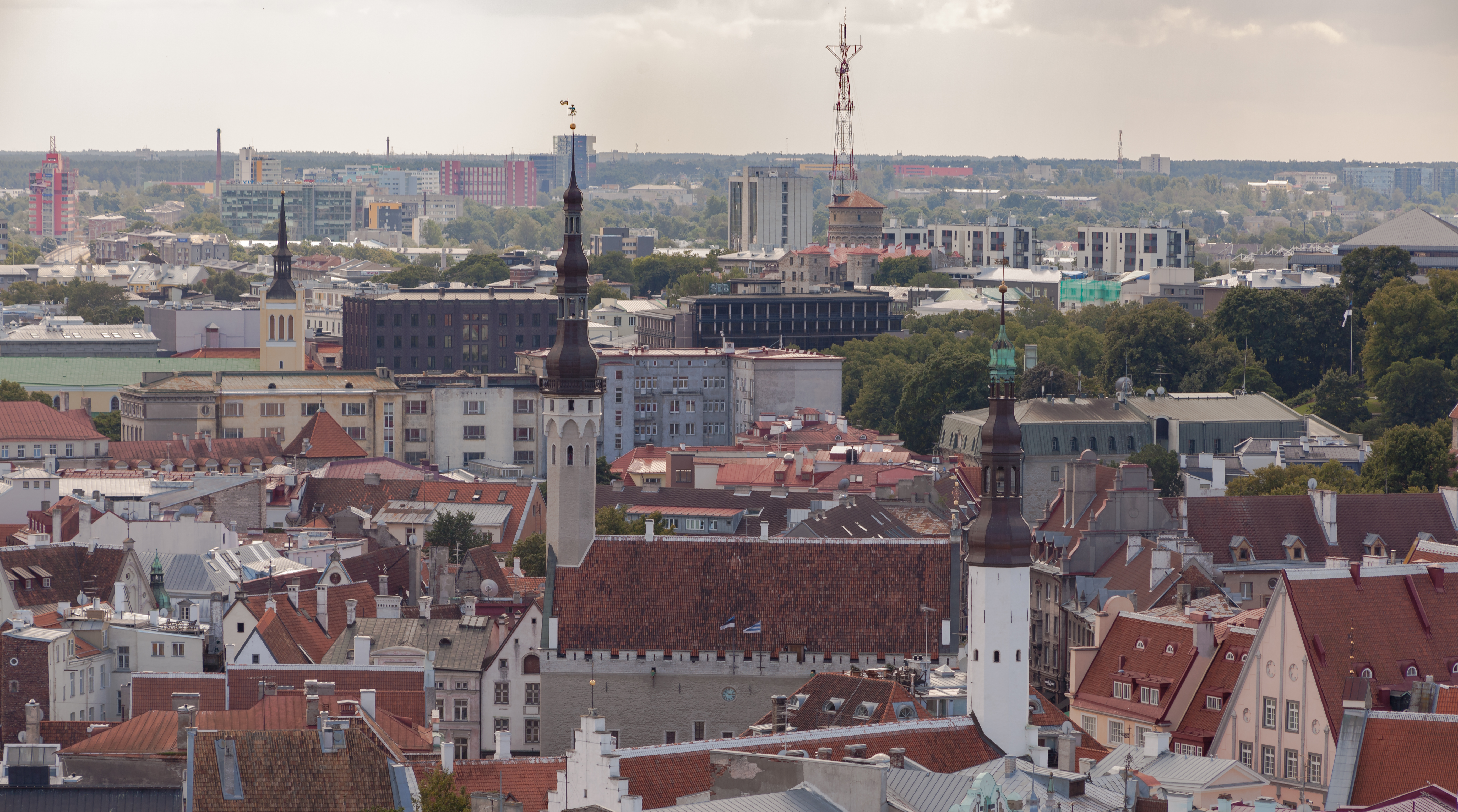
L'hôtel de ville vu de l'église Saint-Olaf.
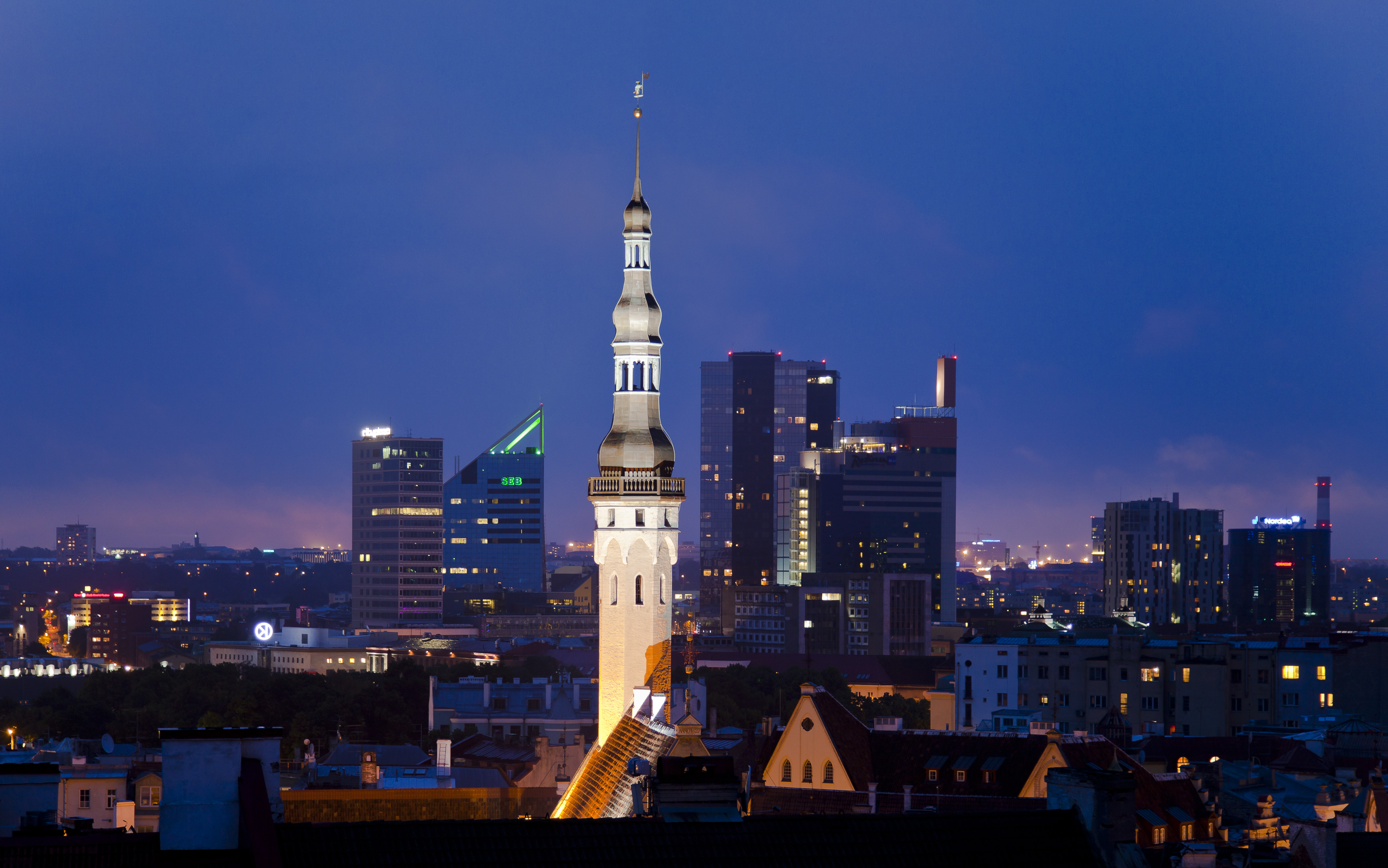
Tallinn vue du château de Toompea.